# Vitesse par équipes masculine aux Jeux olympiques d'été de 2016
Navigation
Londres 2012 Tokyo 2020
La vitesse par équipes masculine, épreuve de cyclisme sur piste des Jeux olympiques d'été de 2016, a lieu le 11 août 2016 sur le vélodrome de Barra, à Rio de Janeiro, au Brésil. .
La médaille d'or revient à la Grande-Bretagne, la médaille d'argent à la Nouvelle-Zélande et la médaille de bronze à la France.
Le record olympique est battu à trois reprises (en qualifications par la Grande-Bretagne, au premier tour par la Nouvelle-Zélande puis à nouveau par la Grande-Bretagne en finale) et est détenu, à la fin de la compétition, par la Grande-Bretagne en 42 s 440.
Jason Kenny est le premier coureur à remporter ce titre à trois reprises. Philip Hindes le fait pour la deuxième fois, rejoignant ainsi Chris Hoy.

## Format de la compétition
La compétition se déroule selon les mêmes modalités que lors de Jeux olympiques de Londres (à ceci près que seulement neuf équipes participent, au lieu de dix).
Les dispositions particulières aux Jeux olympiques sont détaillées dans l'article 3.2.146 du règlement de l'UCI.
Neuf équipes de trois coureurs participent à la compétition.
Qualifications
Ce premier tour permet de classer les équipes sur la base du temps réalisé, les huit premières étant qualifiées pour le premier tour.
Premier tour
Les équipes qualifiées sont opposées en fonction de leur temps de qualification.
Finale
Les deux vainqueurs les plus rapides du premier tour (le temps pris en compte étant celui du premier tour et non des qualifications) se rencontrent en finale.
Petite finale
Les deux autres vainqueurs se rencontrent pour la médaille de bronze.
Classement final
Les équipes éliminées au premier tour sont classées de la 5e à la 8e place en fonction de leur temps réalisé lors de ce tour.

## Programme
Tous les horaires correspondent à l'UTC-3
| Date               | Horaire | Manche         |
| ------------------ | ------- | -------------- |
| Jeudi 11 août 2016 | 16 h    | Qualifications |
| Jeudi 11 août 2016 | 17 h    | Premier tour   |
| Jeudi 11 août 2016 | 18 h 15 | Finales        |

## Résultats

### Qualifications
Les dix équipes de trois coureurs participent à un tour de qualifications. Les huit équipes avec les meilleurs temps se qualifient pour la suite de la compétition alors que les deux autres reçoivent un rang final basé sur le temps obtenu.
| Rang | Pays             | Cyclistes                                        | Temps        | Notes |
| ---- | ---------------- | ------------------------------------------------ | ------------ | ----- |
| 1    | Grande-Bretagne  | Philip Hindes Jason Kenny Callum Skinner         | 42 s 562, RO | Q     |
| 2    | Nouvelle-Zélande | Ethan Mitchell Sam Webster Edward Dawkins        | 42 s 673     | Q     |
| 3    | Australie        | Nathan Hart Matthew Glaetzer Patrick Constable   | 43 s 158     | Q     |
| 4    | France           | Grégory Baugé François Pervis Michaël D'Almeida  | 43 s 185     | Q     |
| 5    | Pologne          | Rafał Sarnecki Damian Zieliński Krzysztof Maksel | 43 s 297     | Q     |
| 6    | Pays-Bas         | Jeffrey Hoogland Theo Bos Matthijs Buchli        | 43 s 688     | Q     |
| 7    | Allemagne        | Rene Enders Joachim Eilers Maximilian Levy       | 43 s 711     | Q     |
| 8    | Venezuela        | César Marcano Hersony Canelón Ángel Pulgar       | 44 s 263     | Q     |
| 9    | Corée du Sud     | Son Je-yong (en) Im Chae-bin Kang Dong-jin       | .. s ...     |       |

### Premier tour
Les huit équipes s'affrontent en fonction des temps réalisés en qualification. Les deux vainqueurs les plus rapides accèdent à la finale, les deux autres vainqueurs se qualifient pour la petite finale pour la troisième place et les battus reçoivent un rang final selon les temps obtenus pendant ce tour.
| Série | Pays             | Temps        | Rang |
| ----- | ---------------- | ------------ | ---- |
| 1     | France           | 43 s 153     |      |
| 1     | Pologne          | 43 s 555     | 7    |
| 2     | Australie        | 43 s 166     |      |
| 2     | Pays-Bas         | 43 s 552     | 6    |
| 3     | Nouvelle-Zélande | 42 s 535, RO |      |
| 3     | Allemagne        | 43 s 455     | 5    |
| 4     | Grande-Bretagne  | 42 s 640     |      |
| 4     | Venezuela        | 44 s 486     | 8    |

### Finales
| Matchs | Pays             | Temps        | Rang |
| ------ | ---------------- | ------------ | ---- |
| Or     | Grande-Bretagne  | 42 s 440, RO | 1    |
| Or     | Nouvelle-Zélande | 42 s 542     | 2    |
| Bronze | France           | 43 s 143     | 3    |
| Bronze | Australie        | 43 s 298     | 4    |

## Classement final complet
| Rang | Pays             | Cyclistes                                        |
| ---- | ---------------- | ------------------------------------------------ |
| 1    | Grande-Bretagne  | Philip Hindes Jason Kenny Callum Skinner         |
| 2    | Nouvelle-Zélande | Ethan Mitchell Sam Webster Edward Dawkins        |
| 3    | France           | Grégory Baugé François Pervis Michaël D'Almeida  |
| 4    | Australie        | Nathan Hart Matthew Glaetzer Patrick Constable   |
| 5    | Allemagne        | Rene Enders Joachim Eilers Maximilian Levy       |
| 6    | Pays-Bas         | Jeffrey Hoogland Theo Bos Matthijs Buchli        |
| 7    | Pologne          | Rafał Sarnecki Damian Zieliński Krzysztof Maksel |
| 8    | Venezuela        | César Marcano Hersony Canelón Ángel Pulgar       |
| 9    | Corée du Sud     | Je-Yong Son Im Chae-bin Dong-Jin Kang            |